# Koussané
Koussané è un comune rurale del Mali facente parte del circondario di Kayes, nella regione omonima.
Il comune è composto da 27 nuclei abitati:
- Aïnamolo
- Asseye Ould Zabal
- Bilazmir
- Charak
- Daba
- Davo
- El Geleïta
- El Kabra
- Falaya
- Hamo
- Koussané
- Lig Nib
- Modiour 1
- Modiour 2

- Modiour 3
- Modji
- Monobak Maure
- Monobak Sarakolé
- Moussala
- Nema
- Seïbath
- Seye Boulé-Debo
- Séoundé
- Sirimoulou
- Sobia
- Taskaye
- Zeina Zewas